# WASP-16
WASP-16 — звезда, которая находится в созвездии Девы. Вокруг звезды обращается, как минимум, одна планета.

## Характеристики
Звезда относится к классу жёлтых карликов. Расстояние до неё на данный момент не известно. По своим характеристикам WASP-16 напоминает наше Солнце: её масса и диаметр равны 1,02 и 0,94 солнечных соответственно. Температура поверхности составляет 5700 кельвинов. Спектральный анализ показал недостаточное количество лития в атмосфере звезды, что является закономерным для звёзд, вокруг которых обращаются планеты. Возраст WASP-16 оценивается в 5 миллиардов лет.

## Планетная система
В 2009 году в рамках проекта SuperWASP командой астрономов было объявлено открытие планеты WASP-16 b. Она принадлежит к классу так называемых горячих юпитеров: это газовый гигант, обращающийся очень близко к родительской звезде по почти круговой орбите.